# Monster (2008)
Monster is een Amerikaanse film uit 2008 van The Asylum met Yoshi Ando en Sarah Lieving.

## Verhaal
Uit de beelden van een in 2007 gevonden videocamera blijkt dat een aardbeving die Tokio in 2005 trof helemaal geen aardbeving was.

## Rolverdeling
| Acteur        | Personage   |
| ------------- | ----------- |
| Yoshi Ando    | Hiro        |
| Sarah Lieving | Sarah Lynch |
| Erin Evans    | Erin Lynch  |
| Jennifer Kim  | Aiko        |